# Buchenkamp (metrostation)
Buchenkamp is een metrostation in het stadsdeel Volksdorf van de Duitse stad Hamburg. Het station werd geopend op 5 november 1921 en wordt bediend door lijn U1 van de metro van Hamburg.